# Comissió parlamentària
Les comissions parlamentàries són grups de treball permanents o constituïts amb una finalitat particular, encarregades de la discussió i informe especialitzat d'un projecte de llei o un tema sotmès al seu coneixement.
Aquests grups de treball es divideixen en especialitats d'acord amb el que assenyalen les respectives Constitucions, lleis reguladores del funcionament del Congrés o Parlament, o en els reglaments interns de les cambres legislatives.
- Permanents: aquelles establertes per llei i/o reglament encarregades de l'estudi i posterior informe especialitzat de les matèries i projectes de llei sotmeses al seu coneixement.

- Especials o Investigadores
- Mixtes: composta per membres de les dues cambres del Congrés.
- Unides: composta per membres d'una o més comissions diferents del Congrés.